# Extrabreit
Gli Extrabreit sono un gruppo musicale tedesco attivo dalla fine degli anni settanta.  Il cantante è il carismatico Kai Havaii. Si collocano nell'ambito della Neue Deutsche Welle.

## Storia
Negli anni ottanta hanno avuto successo con diverse canzoni in lingua tedesca. La più nota è Hurra, Hurra, die Schule brennt, del 1981. Si ricordano anche Kleptomanie e Duo Infernal, eseguita insieme a Marianne Rosenberg nel 1982. Subito dopo tutti i componenti della band sono stati reclutati nel cast del film Gib Gas - Ich Will Spass insieme ai colleghi Nena e Markus; Kai Havaii avrà modo poi di interpretare pellicole anche senza i suoi compagni. Dopo i riscontri poco fortunati di un lavoro in lingua inglese, gli Extrabreit sono tornati in auge nel 1992 duettando con Hildegard Knef in una nuova versione di Für mich soll's rote Rosen regnen, canzone storica della diva, trasformata per l'occasione in un pezzo punk rock.
Il 2000 ha regalato agli Extrabreit un nuovo trionfo, con la pubblicazione di Flieger, grüß' mir die Sonne, triplo CD. Nel 2005 l'album d'esordio della band, uscito venticinque anni prima, è diventato disco di platino.
La discografia degli Extrabreit comprende una ventina di album, due dei quali dal vivo.

## Formazione
- Kai Havaii: voce
- Stefan Klein: chitarra
- Bubi Hönig: chitarra
- Lars Larson: basso
- Rolf Möller: batteria

## Discografia

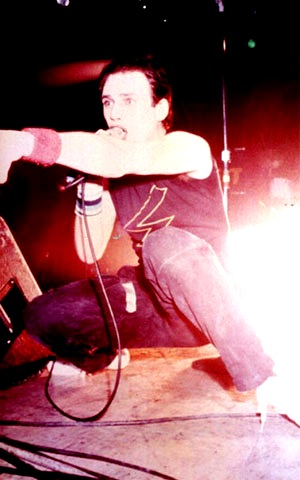
Kai Havaii, il frontman degli Extrabreit, fotografato nel 1981

### Album in studio
- 1980 - Ihre größten Erfolge (LP/CD)
- 1981 - Welch ein Land - Was für Männer (LP/CD)
- 1982 - Rückkehr der phantastischen Fünf (LP/CD)
- 1983 - Europa (LP/CD)
- 1984 - LP der Woche (LP/CD)
- 1987 - Sex After Three Years in a Submarine (LP/CD)
- 1991 - Wer Böses denkt, soll endlich schweigen (LP/CD)
- 1993 - Hotel Monopol (CD)
- 1996 - Jeden Tag - Jede Nacht (CD)
- 1998 - Amen (CD)
- 2000 - Flieger, grüß' mir die Sonne (3CD)
- 2003 - Ihre allergrößten Erfolge (CD)
- 2003 - Unerhört (CD)
- 2005 - Frieden (CD)
- 2008 - Neues von Hiob (CD/LP)
- 2022 - "Auf Ex!"

### Album dal vivo
- 1990 - Das grenzt schon an Musik (LP/CD)
- 2002 - Das letzte Gefecht (2CD)

### Raccolte
- 1990 - Zurück aus der Zukunft (LP/CD)
- 1994 - Zurück aus der Zukunft II (LP/MC/CD)
- 1996 - Superfett - Das Beste (CD)

### Singoli
- 1980 - Hart wie Marmelade
- 1980 - Flieger, grüß' mir die Sonne
- 1981 - Hurra, Hurra, die Schule brennt
- 1981 - Polizisten
- 1982 - Her mit den Abenteuern/Duo Infernal
- 1982 - Kleptomanie
- 1983 - Learning Deutsch
- 1984 - Secret Service
- 1984 - Ruhm
- 1987 - Blue Moon
- 1990 - Hurra, Hurra, die Schule brennt (Remix 90) (mini-CD)
- 1990 - Flieger, grüß mir die Sonne (Remix 90) (MCD)
- 1990 - Ruhm (Live)
- 1991 - Polizisten (Live) (MCD)
- 1991 - Joachim muß härter werden (MCD)
- 1991 - Der letzte Schliff (MCD)
- 1992 - Für mich soll's rote Rosen regnen (MCD)
- 1993 - Laß es regnen (MCD)
- 1996 - Jeden Tag - Jede Nacht (MCD)
- 1996 - CVJM (MCD)
- 1996 - Nichts ist für immer (MCD)
- 1998 - Verdammter roter Mond (MCD)
- 2003 - ÖL! (promo gratuito) (MCD)
- 2003 - Er macht ihn rein (MCD)
- 2005 - Neues Spiel (MCD)
- 2008 - Lärm (MCD)
- 2011 - ewigkeit

## Videografia
- 1983 - Die Wahrheit über Extrabreit 01 - Die frühen Jahre: So waren die 80er wirklich!
- 2004 - Die Wahrheit über Extrabreit 02: Live und jetzt! - Docks Hamburg/Stadthalle Hagen
- ? - Extrabreit 1000 - Das 1000. Konzert 27. August 2005 Hagen Freibad Hengstey